# AZ Tower
AZ Tower är en kontorsbyggnad i den tjeckiska staden Brno som för närvarande (2021) är Tjeckiens högsta byggnad. 
Den har 30 våningar, varav två källarvåningar och en bruksarea på 17 000 m². På de tre nedersta våningarna finns butiker och restauranger och på våningarna högst upp finns lägenheter. Byggnationen började år 2011 och avslutades två år senare.
Byggnaden, vars södra fasad är täckt med solcellspaneler, kostade omkring 800 miljoner tjeckiska kronor att bygga. Uppvärmning och luftkonditionering sker delvis med värmepumpar.